# Justin Timberlake
Justin Randall Timberlake, född 31 januari 1981 i Memphis i Tennessee, är en amerikansk sångare, dansare, låtskrivare, producent, skådespelare och affärsman.

## Biografi
Timberlake föddes i Memphis, Tennessee och växte upp i Shelby Forest i Shelby County, Tennessee. Han blev känd genom sin medverkan i programmen Star Search och Mickey Mouse Club - där han senare träffade bandmedlemmen JC Chasez - när han var barn. Timberlake var medlem i pojkbandet 'Nsync, som startades med finansiering av Lou Pearlman, från 1995 tills han ville starta en solokarriär. Solokarriären påbörjades 2002 med den lyckosamma debuten Justified, som innehöll hitsinglarna "Like I Love You", "Cry Me a River", "Rock Your Body" och "Señorita". Hittills har skivan sålts i cirka sju miljoner exemplar världen över. Fyra år senare släpptes albumet FutureSex/LoveSounds som debuterade med en förstaplats på Billboard 200, samt innehöll hitlåtar som "SexyBack", "My Love" och "What Goes Around... Comes Around".
Timberlake har vunnit sex Grammy Awards och fyra Emmy Awards. Hans två första album gjorde honom till en av de kommersiellt mest framgångsrika sångarna i världen, där varje skiva sålde i över sju miljoner kopior. Han har dessutom ägnat sig åt skådespeleri, med medverkan i filmer som Social Network, Bad Teacher och Friends with Benefits. Han har även varit en återkommande gäst i humorprogrammet Saturday Night Live och är en av få personer som fått vara värd för programmet fem gånger.
Den 29 juni 2011 blev Justin Timberlake delägare i webbplatsen Myspace, samt är involverad i skivbolaget Tennman Records, klädmärket William Rast samt restaurangerna Destino och Southern Hospitality.
Justin Timberlake var värd för MTV Europe Music Awards den 2 november 2006 i Köpenhamn. Detta blev en stor succé och Timberlake hyllades i tidningarna.[källa behövs]
Timberlake släppte 6 maj 2016 sin singel "Can't Stop the Feeling!", som producerats av Timberlake själv i samarbete med den svenske producenten och låtskrivaren Max Martin samt Shellback. Låten tog sig in på amerikanska billboardlistan 28 maj 2016 och den 14 maj 2016 agerade Timberlake mellanakt i finalen av Eurovision Song Contest 2016, då med en mashup mellan singeln "Rock Your Body" från 2002 och den nysläppta singeln "Can't Stop the Feeling!".
Timberlake har producerat musiken på albumet Trolls, från filmen med samma namn.

## Privatliv
Justin Timberlake hade ett uppmärksammat förhållande med Britney Spears i början av 2000-talet, men de gjorde slut efter några år. Även med Cameron Diaz i nästan fyra år. År 2012 gifte han sig med skådespelaren Jessica Biel. De hade då haft ett förhållande sedan 2007. Paret har två söner, födda 2015 och 2020.
Timberlake har offentliggjort att han har de psykiatriska diagnoserna ADD (ADHD utan hyperaktivitet) och tvångssyndrom (engelska: obsessive–compulsive disorder, OCD).

## Diskografi

### Studioalbum
- 2002 – Justified
- 2006 – FutureSex/LoveSounds
- 2013 – The 20/20 Experience
- 2013 – The 20/20 Experience: 2 of 2
- 2018 – Man of the Woods
- 2024 – Everything I Thought It Was

### Singlar
| År   | Titel                                                    | Album                        |
| ---- | -------------------------------------------------------- | ---------------------------- |
| 2002 | "Like I Love You"                                        | Justified                    |
| 2002 | "Cry Me a River"                                         | Justified                    |
| 2003 | "Rock Your Body"                                         | Justified                    |
| 2003 | "Señorita"                                               | Justified                    |
| 2003 | "I'm Lovin' It"                                          | Justified                    |
| 2006 | "SexyBack"                                               | FutureSex/LoveSounds         |
| 2006 | "My Love" (feat. T.I.)                                   | FutureSex/LoveSounds         |
| 2006 | "What Goes Around... Comes Around"                       | FutureSex/LoveSounds         |
| 2007 | "LoveStoned/I Think She Knows"                           | FutureSex/LoveSounds         |
| 2007 | "The Only Promise That Remains" (duet med Reba McEntire) | Reba: Duets                  |
| 2007 | "Until the End of Time" (duet med Beyoncé)               | FutureSex/LoveSounds         |
| 2007 | "Summer Love"                                            | FutureSex/LoveSounds         |
| 2013 | "Suit & Tie" (feat. Jay-Z)                               | The 20/20 Experience         |
| 2013 | "Mirrors"                                                | The 20/20 Experience         |
| 2013 | "Tunnel Vision"                                          | The 20/20 Experience         |
| 2013 | "Take Back the Night"                                    | The 20/20 Experience: 2 of 2 |
| 2013 | "TKO"                                                    | The 20/20 Experience: 2 of 2 |
| 2014 | "Not a bad thing"                                        | The 20/20 Experience: 2 of 2 |
| 2016 | "Can't Stop the Feeling!"                                |                              |

### Tillsammans med andra
| År   | Titel                                                               | Album                                   |
| ---- | ------------------------------------------------------------------- | --------------------------------------- |
| 2003 | "Work It" (Nelly feat. Justin Timberlake)                           | Nellyville                              |
| 2005 | "Signs" (Snoop Dogg feat. Charlie Wilson & Justin Timberlake)       | R&G (Rhythm & Gangsta): The Masterpiece |
| 2006 | "Dick in a Box" (The Lonely Island feat. Justin Timberlake)         | Incredibad                              |
| 2007 | "Give It to Me" (Timbaland feat. Nelly Furtado & Justin Timberlake) | Shock Value                             |
| 2007 | "Ayo Technology" (50 Cent feat. Justin Timberlake and Timbaland)    | Curtis                                  |
| 2008 | "4 Minutes" (Madonna feat. Justin Timberlake)                       | Hard Candy                              |
| 2009 | "Dead and Gone" (T.I. feat. Justin Timberlake)                      | Paper Trail                             |
| 2009 | "Love Sex Magic" (Ciara feat. Justin Timberlake)                    | Fantasy Ride                            |
| 2009 | "Carry Out" (Timbaland feat. Justin Timberlake)                     | Shock Value II                          |
| 2010 | "Love Dealer" (Esmée Denters feat. Justin Timberlake)               | Outta Here                              |
| 2010 | "Ain't No Doubt About It" (Game feat. Justin Timberlake)            | —                                       |
| 2010 | "Winner" (Jamie Foxx feat. T.I. & Justin Timberlake)                | Best Night of My Life                   |
| 2011 | "Motherlover" (The Lonely Island feat. Justin Timberlake)           | The Wack Album                          |
| 2011 | "Role Model" (FreeSol feat. Justin Timberlake)                      | No Rules                                |
| 2011 | "Fascinated" (FreeSol feat. Justin Timberlake & Timbaland)          | No Rules                                |
| 2013 | "Holy Grail" (Jay-Z feat. Justin Timberlake)                        | Magna Carta... Holy Grail               |

## Filmografi
- 2000 – Model Behavior
- 2005 – Edison
- 2006 – Alpha Dog
- 2007 – Black Snake Moan
- 2007 – Southland Tales
- 2007 – Shrek den tredje (röst)
- 2008 – The Love Guru
- 2008 – The Open Road
- 2010 – Social Network
- 2010 – Yogi Bear (röst)
- 2011 – Bad Teacher
- 2011 – Friends with Benefits
- 2011 – In Time
- 2012 – Trouble with the Curve
- 2013 – Runner Runner
- 2013 – Inside Llewyn Davis
- 2016 – Popstar: Never Stop Never Stopping
- 2016 – Trolls (röst)
- 2020 – Trolls 2: Världsturnén (röst)

## Grammy Award
Timberlake har nominerats elva gånger och vunnit vid fyra tillfällen.
| År   | Kategori                         | Genre   | Titel                  | Resultat  |
| ---- | -------------------------------- | ------- | ---------------------- | --------- |
| 2002 | Best Pop Collaboration w/ Vocals | Pop     | "My Kind Of Girl"      | Nominerad |
| 2003 | Best Rap/Song Collaboration      | Rap     | "Like I Love You"      | Nominerad |
| 2004 | Album of the Year                | General | "Justified"            | Nominerad |
| 2004 | Record of the Year               | General | "Where Is The Love?"   | Nominerad |
| 2004 | Best Rap/Sung Collaboration      | Rap     | "Where Is The Love?"   | Nominerad |
| 2004 | Best Pop Vocal Album             | Pop     | "Justified"            | Vinnare   |
| 2004 | Best Pop Male Vocal Performance  | Pop     | "Cry Me A River"       | Vinnare   |
| 2007 | Album of the Year                | General | "FutureSex/LoveSounds" | Nominerad |
| 2007 | Best Pop Vocal Album             | Pop     | "FutureSex/LoveSounds" | Nominerad |
| 2007 | Best Rap/Sung Collaboration      | Rap     | "My Love" (med T.I.)   | Vinnare   |
| 2007 | Best Dance Recording             | Dance   | "SexyBack"             | Vinnare   |